# 진란
진란(陳蘭) 혹은 진간(陳簡, ? ~ 209년)은 중국 후한 말 원술 휘하의 무장으로 양주 여강군 사람이다. 쇠약해진 원술로부터 독립했으며 조조에 협력하기도 하고 반항하기도 하였다. 결국 토벌되어 장료에게 참수당했다.

## 생애
원술의 부하로서 뇌박과 함께 첨산(灊山)에 주둔하였다. 원술은 거듭된 패전과 기근, 과도한 사치로 인해 자립이 힘들어졌다. 199년(건안 4년) 여름, 원술이 끝내 궁궐을 불사른 후 자신들을 의자하려들자 완강히 거부하였다. 200년 양주자사 엄상(嚴象)이 손책이 임의로 둔 여강태수 이술(李述)에게 죽임을 당했다. 진란은 매건(梅乾), 뇌서 등과 수만 명의 무리를 모아 장강과 회수 사이를 활개치고 다니다가, 엄상의 후임으로 부임해온 유복의 위무에 순종하여 공물을 지속적으로 바쳤다.
209년 근거지인 첨현(灊縣)과 육현(六縣) 일대에서 매성(梅成)과 같이 조조에게 반기를 들었다. 장료가 장합과 우개(牛蓋)를 거느려 진란을 상대하러 왔고, 우금과 장패는 매성을 상대하였다. 매성은 우금한테 거짓 항복하여 전력을 보전했다가 진란에게 합류하였다. 진란은 첨산으로 들어가 버텼는데 그중에서도 천주산(天柱山)은 험하고 깊어서 사람이 겨우 들어올 수 있는 곳이었다. 그러나 우금이 장료에게 군량을 보급하고, 장패가 환현(皖縣) 및 서현(舒縣) 일대에서 한당 등 손권군을 격파해 오나라의 지원을 차단하면서 전황이 어려워졌다. 결국 험난한 산세를 무릅쓰면서까지 돌입해온 장료에게 목을 내주고 말았다.

## 삼국지연의
사서가 아닌 소설 《삼국지연의》에서는 기령이 소패(小沛)의 유비를 치러갈 때는 그 부장을 맡고, 원술이 일곱 길을 통해 여포를 치러갈 때는 제5로군을 담당해 갈석(碣石)으로 향한다. 원술이 쇠락하자 진란은 뇌박과 더불어 산속으로 들어간다. 원술은 원소에게 의탁하러 가던 중 유비의 공격을 받아 패주한다. 진란과 뇌박이 이를 덮쳐 돈. 식량, 꼴을 강탈해간다. 그 뒤로는 등장하지 않는다.

## 참고 문헌
- 《삼국지》17권 위서 제17 장료